# Donje Nedeljice
Donje Nedeljice (en serbe cyrillique : Доње Недељице) est un village de Serbie situé sur le territoire de la Ville de Loznica, district de Mačva. Au recensement de 2011, il comptait 498 habitants.

## Démographie
| 1948 | 1953 | 1961 | 1971 | 1981 | 1991 | 2002 | 2011 |
| ---- | ---- | ---- | ---- | ---- | ---- | ---- | ---- |
| 884  | 931  | 872  | 755  | 705  | 673  | 566  | 498  |

|  |